# Sochużynci
Sochużynci (ukr. Сохужинці) – wieś na Ukrainie, w obwodzie chmielnickim, w rejonie szepetowskim, w hromadzie Sachniwci. W 2001 liczyła 357 mieszkańców, spośród których 356 wskazało jako ojczysty język ukraiński, a 1 rosyjski.